# Нов световен информационен ред
„Нов световен информационен ред“ е термин които произлиза в края на 1970-те, началото на 1980-те.
Терминът е широко използван от комисията на Макбрайд в ЮНЕСКО, водена от Нобеловия лауреат Шон Макбрайд, който е имал идея за развитието на глобалната медия като еднакво достъпен за всички източник на информация.
„Комисията на МакБрайд“ създава доклада „Много гласове, един свят“, с който очертава главните философски идеи на „Новия световен информационен ред“.